# Серда-и-Сотомайор, Кристобаль де ла
Кристобаль де ла Серда-и-Сотомайор (исп. Cristóbal de la Cerda y Sotomayor; 1585 — ?) — испанский юрист, губернатор Чили.
Кристобаль де ла Серда-и-Сотомайор родился в 1585 году в Мехико, изучал право в Севилье, потом стал прокурором города, руководил изгнанием морисков на местном уровне. Совет Индий не раз предлагал ему должности в Новом Свете, и в итоге он получил назначение в Санто-Доминго, но потом оно было изменено на Чили. В Карибском море корабль, на котором он плыл, подвергся нападению английских пиратов, и ему пришлось провести некоторое время в Портобелло прежде, чем попасть в Перу.
Прибыв в Чили, он обнаружил, что Королевская аудиенсия Сантьяго не функционирует, так как все её члены умерли. Ему пришлось восстанавливать её, привлекая к работе всех найденных в Сантьяго юристов.
В 1620 году губернатор Лопе де Ульоа-и-Лемос перед смертью назвал Кристобаля де ла Серда своим преемником в качестве временного губернатора, и с декабря 1620 года де ла Серда приступил к исполнению губернаторских обязанностей. Почти сразу же ему пришлось приступить к расследованию обвинений против вдовы покойного губернатора в том, что она отравила своего мужа, однако информации об итогах следствия не сохранилось.
За короткий срок своего губернаторства де ла Серда успел начать строительство ряда зданий и строений в столице (городской ратуши, здания Аудиенсии, городской тюрьмы, каменного волнолома), а также справиться с восстанием индейцев, которые пытались воспользоваться ситуацией, возникшей в связи со смертью прежнего губернатора.
В феврале 1621 года, прибыв в Консепсьон, де ла Серда обнаружил, что помещики по-прежнему эксплуатируют обращённых в христианство индейцев под видом так называемой «персональной службы». Он издал приказ о прекращении этой практики, чем нажил себе немало врагов.